# Johann Hübner
Pour les articles homonymes, voir Hübner.
Johann Hübner est un géographe et historien allemand, né le 15 avril 1668 à Türchau (de) dans la Haute-Lusace et mort le 21 mai 1731 à Hambourg.
Il est professeur de géographie à Leipzig et recteur de l'école d'érudition Saint-Jean de Hambourg. 

## Œuvres
On a notamment de lui : 
- Questions sur la géographie ancienne et moderne, Leipz., 1693;
- Questions sur l'histoire politique, 1697 ;
- Géographie universelle, 1705, trad. par Duvernois, 1757;
- Tables généalogiques, 1708 et 1735;
- Bibliotheca historica Hamburgensis, 1715;
- Musæum geographicum, catalogue des meilleures cartes, publié par son fils, Hambourg, 1746.

Il a aussi publié des Histoires bibliques, qui ont eu plus de cent éditions.